# ZX Interface 2

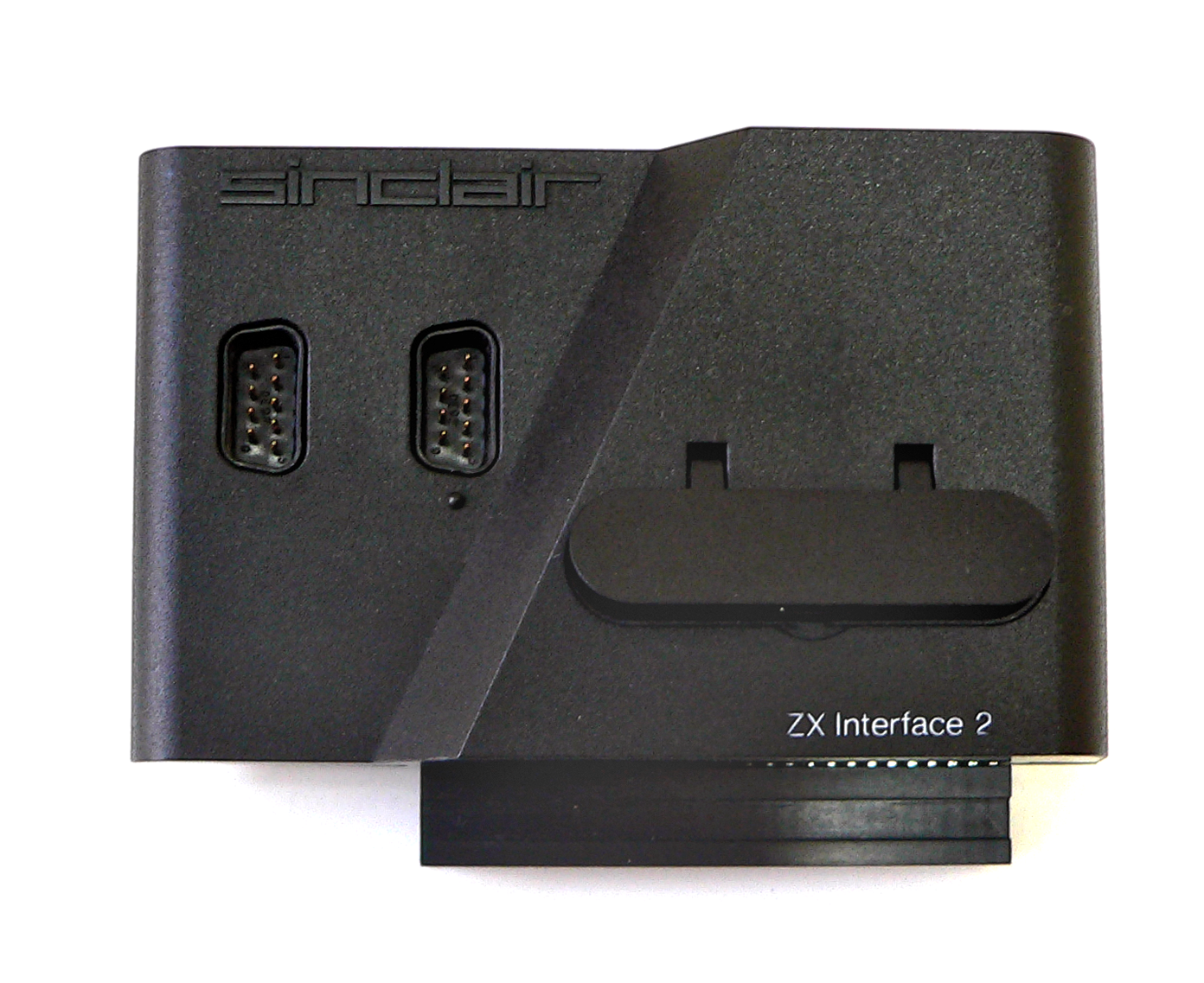
ZX Interface 2 creada por Sinclair Research.

La ZX Interface 2 fue un dispositivo creado por Sinclair Research para el Sinclair ZX Spectrum. Fue lanzado al mercado en septiembre de 1983 y presentaba una combinación de dos puertos para Joystick y puerto para cartuchos ROM. En la trasera tiene una reproducción del conector de borde de tarjeta del bus de expansión del Spectrum, pero solo permitía conectar una ZX Printer, impidiendo cualquier otro periférico.

## Ranura de Cartucho
Solo 10 títulos estuvieron disponibles en formato de cartucho ROM, debido a que eran de costo muy elevado, en comparación con los mismos títulos en cinta de casete, además por límites del dispositivo, todos ellos eran de 16 Kilobytes. Los juegos aparecidos fueron los siguientes:
1. Jetpac (Ultimate)
2. PSSST (Ultimate)
3. Cookie (Ultimate)
4. Tranz Am (Ultimate)
5. Chess (Psion)
6. Backgammon (Psion)
7. Planetoids (Psion)
8. Space Raiders (Psion)
9. Hungry Horace (Melbourne House)
10. Horace and the Spiders (Melbourne House)

Los cartuchos se entregaban en cajas de cartón de 85 x 116 x 20 mm, con una instrucciones y el cartucho en sí. Este mide 49 x 43 x 12,5 mm en plástico negro a juego con la Interface, con una falda protectora de goma roja que se retira sola al insertar el cartucho.
El conector es de doble cara, con un segmento guía para prevenir la inserción incorrecta cada cara presenta 10 + 4 señales, que básicamente mapean las señales de una EPROM 27C128 excepto Vpp y PGM, e incluye para seleccionar la ROM del cartucho ROMCS.
Sinclair produjo un test cartrigde para uso interno y de algunos distribuidores que permite realizar varios test al ordenador
Paul Farrow ha demostrado que es posible producir cartuchos ROM a medida, incluyendo la capacidad de superar el límite de diseño de 16 KiB.

## Interfaz de Joystick
La Interface viene con dos puertos de Joystick Atari DE-9 que se mapean sobre la fila numérica del teclado. El Jugador 1 se mapea en las teclas 6 a 0 y el Jugador 2 en las teclas 1 a 5. Esto resultaba incompatible con el diseño del teclado del Spectrum, que mapea las teclas de cursor en 5-8 y muchos juegos mapean en 0 el fuego (existiendo un par de interfaces de joystick que seguían ese mismo mapeo) y, sobre todo con la Interface Kempston (que utiliza IN31) que era el estándar  de facto del momento pero que estaba limitada a un solo joystick, siendo esta limitación el mayor argumento de venta del ZX Interface 2.
Cuando Amstrad lanzó su ZX Spectrum 128 +2, será esta interfaz la que incorporará, pero las señales de las patillas son distintas siendo incompatible con los joysticks que funcionaban con la ZX interface 2 original.